# BC Oostende
El BC Oostende, conocido por motivos de patrocinio como  Filou Oostende, es un club de baloncesto profesional belga de la ciudad de Oostende, que milita en la BNXT League, la nueva liga fruto de la fusión de la Dutch Basketball League neerlandesa y la Pro Basketball League belga. Disputa sus partidos en el COREtec Dôme, con capacidad para 5000 espectadores.

## Historia
El club fue fundado el 25 de mayo de 1970 y comenzó a jugar como Sunair Oostende. Los colores del equipo son azul y amarillo. BCO - el apodo del club - comenzó en la Segunda División de Bélgica, pero ascendió en su primera temporada después de que se llevara el título. Pero en la Primera División el equipo desciende inmediatamente. BCO se recuperó y ascendió una vez más y consiguió el último puesto en la Primera División, pero nunca bajaron desde entonces.
En la temporada 1974-75 el club hizo su primera aparición en Europa, cuando jugaron 10 partidos en la Copa Korać. En 1979, el primer título ganado por Oostende: la Copa de Baloncesto de Bélgica con Ron Adams como entrenador. En 1981 ganaron el primer título de liga, Roger Dutremble fue el entrenador. El club finalmente ganó seis títulos consecutivos en Bélgica. En 1988 el club ganó la primera y única Copa del Benelux.
Antes de la temporada 1999-2000 el club consiguió su primer cambio de nombre, el nombre del club se convirtió en Telindus Oostende, que era el nuevo patrocinador principal. Después de que el club ganó algunos trofeos más para poner en su vitrina, el club consiguió un nuevo pabellón el Sea'rena - que fue cambiado de nombre por Sleuyter Arena una temporada después y tenía una capacidad de 5.000 personas - en el año 2005.
Antes del inicio de la temporada 2010-11 el nombre del club fue cambiado a Telenet (BC ) Oostende. En la segunda temporada de Telenet Jean -Marc Jaumin fue despedido por el club y el entrenador croata Darío Gjergja se hizo cargo del puesto de entrenador. Después de que el club ganó el título nacional, al vencer al Spirou Charleroi por 3-2 en las Finales.
El campeonato de 2011 fue el inicio de una buena racha para Gjergja, BCO logró el doblete en 2012-13. El jugador estrella del equipo era Matt Lojeski, quien fue nombrado MVP de la Liga.
En 2013-14, el club ganó el doblete, una vez más, BCO venció a Okapi Aalstar 3-2 en las Finales. Oostende anteriormente venció Antwerp Giants en la final de la Copa. El base serbio Dušan Đorđević brilló en Oostende, ya que fue el MVP de la Copa belga y el Jugador Más Valioso de la liga.
El 23 de septiembre de 2014, el club se retiró el número 10 de Veselin Petrovic.

## Nombres
- 1970–1999: Sunair Oostende
- 1999–2000: Orange Oostende
- 2000–2008: Telindus Oostende
- 2008–2010: Base Oostende
- 2010–2017: Telenet Oostende
- 2017-presente: Filou Oostende

## Posiciones en Liga
| Temporada | Novel | Liga | Pos. | Copa de Bélgica | Competiciones europeas | Competiciones europeas |
| --------- | ----- | ---- | ---- | --------------- | ---------------------- | ---------------------- |
| 2000–01   | 1     | BLB  | 1º   | Campeón         | 1 Suproliga            | OF                     |
| 2001–02   | 1     | BLB  | 1º   |                 | 1 Euroleague           | TR                     |
| 2002–03   | 1     | BLB  | 3º   |                 | 2 ULEB Cup             | TR                     |
| 2003–04   | 1     | BLB  | 4º   | Finalista       | 3 Europe League        | EF                     |
| 2004–05   | 1     | BLB  | 4º   |                 | 2 ULEB Cup             | TR                     |
| 2005–06   | 1     | BLB  | 1º   |                 |                        |                        |
| 2006–07   | 1     | BLB  | 1º   |                 | 2 ULEB Cup             | TR                     |
| 2007–08   | 1     | BLB  | 5º   | Champion        | 2 ULEB Cup             | TR                     |
| 2008–09   | 1     | BLB  | 7º   |                 | 3 EuroChallenge        | TR                     |
| 2009–10   | 1     | BLB  | 3º   | Campeón         |                        |                        |
| 2010–11   | 1     | BLB  | 4º   | Finalista       | 3 EuroChallenge        | 3º                     |
| 2011–12   | 1     | BLB  | 1º   |                 | 2 Eurocup              | TR                     |
| 2012–13   | 1     | BLB  | 1º   | Campeón         | 2 Eurocup              | TR                     |
| 2013–14   | 1     | BLB  | 1º   | Campeón         | 2 Eurocup              | L32                    |
| 2014–15   | 1     | BLB  | 1º   | Campeón         | 2 Eurocup              | L32                    |
| 2015–16   | 1     | BLB  | 1º   | Campeón         | 3 FIBA Europe Cup      | R16                    |
| 2016–17   | 1     | BLB  | 1º   | Campeón         | 3 Champions League     | {TR                    |
| 2016–17   | 1     | BLB  | 1º   | Campeón         | 4 FIBA Europe Cup      | SF                     |
| 2017–18   | 1     | BLB  | 1º   | Campeón         | 3 Champions League     | TR                     |
| 2017–18   | 1     | BLB  | 1º   | Campeón         | 4 FIBA Europe Cup      | R16                    |

## Palmarés
- 25 veces campeón de la liga de Bélgica (3 en la BNXT League): 1981, 1982, 1983, 1984, 1985, 1986, 1995, 2001, 2002, 2006, 2007, 2012, 2013, 2014, 2015, 2016, 2017, 2018, 2019, 2020, 2021, 2022*, 2023*, 2024*
- 20 veces campeón de la Copa de baloncesto de Bélgica: 1979, 1981, 1982, 1983, 1985, 1989, 1991, 1997, 1998, 2001, 2008, 2010, 2013, 2014, 2015, 2016, 2017, 2018, 2019, 2021
- 11 veces campeón de la Supercopa de Bélgica: 1981, 1982, 1988, 1989, 1999, 2000, 2006, 2014, 2015, 2017, 2018
- 1 vez campeón de la BNXT League: 2024
- 1 vez campeón de la Supercopa del Benelux: 2021
- 1 vez campeón de la Copa del Benelux: 1988

## Jugadores destacados
| - Sam Van Rossom - Guy Muya - Jean-Marc Jaumin - Tomas van den Spiegel - Paul Bayer - Ronny Bayer - Rik Samaey - Christophe Beghin - Lionel Bosco - Matthias Desaever - Bracey Wright - Wes Wilkinson - Rashad Wright - Brent Wright - Ryan Thopmson - Donell Taylor - Stephen Thompson (baloncestista) - Sean Singletary - Quinton Ross - Jason Rich - Lavor Postell - Michael Curry - Gary Collier - Desmon Farmer - Tony Farmer - Brian Shorter - Rory White - Cedric Bozeman - Pervis Pasco - Marvin Alexander - Chris McCray - Jamel McLean |  | - Darrel Mitchell - Robert Hite - Eric Hicks - Caleb Green - Jason Gardner - Nick Fazekas - Dwight Buycks - Eddie Gill - Jon Heath - Mark Brown - Ed Rains - Toby Bailey - Trevor Huffman - Tre Kelley - Barry Mitchell - Carl Nicks - Henry James - Devin Green - Vincent Yarbrough - Denis Wucherer - Adam Wójcik - Virginijus Praškevičius - Marijonas Petravičius - Rimantas Kaukėnas - Andrius Giedraitis - Vladan Vukosavljević - Marko Simonović - Vanja Plisnić - Dušan Kecman - Ivan Paunić |  | - Damjan Rudež - Teo Čizmić - Mirza Teletović - Elvir Ovčina - Gregory Echenique - Uche Nsonwu-Amadi - Gert Kullamäe - / Matt Lojeski - / John Jerome - / Ralph Biggs - / Marcus Faison - / Mario Stojić - / Doum Lauwers - / Ed Cota - / Jimmy Baxter - / Joey Beard - / Kennedy Winston - / Scott Wilke - / Will Thomas - / Melvin Sanders - / Greg Brunner - / Jon Robert Holden - / Dontaye Draper - / Javier Mojica - / Andrija Stipanović - / Veselin Petrovic - / Dušan Šakota - / Dusan Mladjan - / Ben Ebong |